# Kopilasz
Kopilasz (rum. Vârful Copilașu, Copilașul, ukr. Копилаш, Kopyłasz lub Копілаш, Kopiłasz) – szczyt górski w Karpatach Marmaroskich, w paśmie Gór Czywczyńskich na granicy Rumunii i Ukrainy.

## Topografia
Kopilasz położony jest w głównym grzbiecie wododziałowym Karpat Marmaroskich, oddzielającym dorzecze Czarnego Czeremoszu (dopływ Prutu) – na północnym wschodzie – oraz dorzecze Vișeu (dopływ Cisy) – na południowym zachodzie. Znajduje się pomiędzy Radieskułem (Regieską, na północnym zachodzie; 1569 m) oraz Kiernicznym (na wschodzie; 1589 m). Sam Kopilasz wznosi się na wysokość 1599 m n.p.m. przy wybitności równej 121 m i izolacji wynoszącej 1,3 km (bezimienny szczyt po stronie południowo-zachodniej w bocznym paśmie Repegi, inaczej Răchity). Na północny wschód od szczytu znajduje się Połonina Berczeska.
Wierzchołek jest spłaszczony, wydłużony południkowo, z kulminacją po rumuńskiej stronie granicy. Widok ze szczytu jest otwarty. Panorama obejmuje liczne szczyty Karpat Marmaroskich (Mihailecul, Farcăul, Pop Iwan Marmaroski, Neniska Mała, Neniska Wełyka, Stóg – od południowego zachodyu po północny zachód) oraz dalej Czywczyn, Kreczela, Budyjowska Wielka, Toroiaga – na południowym wschodzie). Pomiędzy dwiema częściami pasma dostrzec można Świdowiec (Unhariaska, Bliźnica, Worożeska, Tatulska – na północnym zachodzie), Czarnohorę (Petros, Howerla, Hutyn Tomnatyk, Brebeneskuł, Pop Iwan – od północnego zachodu po północny wschód), Połoniny Hryniawskie (Skupowa, Ludowa, Hala Michajłowa, Baba Ludowa, Pniewie – od północnego wschodu po południowy wschód) i Beskidy Pokucko-Bukowińskie (tzw. Góry Jałowiczorskie; Jarowica, Tomnatyk – na południowym wschodzie). Na południu widoczne są szczyty Gór Rodniańskich (Ineul, Galațului, Puzdrelor, Negoiasa Mare, Grohotu).
Współcześnie szczyt znajduje się na granicy rumuńsko-ukraińskiej, dawniej na granicy polsko-rumuńskiej i galicyjsko-węgierskiej. W 1916 roku przez przełęcz na północny zachód od szczytu jeńcy rosyjscy wybudowali tzw. Drogę Mackensena, drogę wojskową umożliwiającą transfer oddziałów z Węgier na północną stronę Karpat.

## Ochrona przyrody i turystyka
Rumuńskie zbocza góry znajdują się na terenie wielkoobszarowej jednostki ochrony przyrody pn. Parcul Natural Munții Maramureșului.
Podobnie jak w całym paśmie Gór Czywczyńskich, także w rejonie Kopilasza nie istnieją obecnie znakowane szlaki turystyczne. W okresie międzywojennym spod szczytu wiódł niebieski szlak w kierunku Budyjowskiej Wielkiej. Dodatkowo w pobliżu od 1937 roku działało niewielkie schronisko AZS-u Warszawa. Ponadto planowano przedłużenie granią Gór Czywczyńskich Głównego Szlaku Karpackiego, który początkowo miał kończyć się na Stogu (nie wiadomo, czy plany te doczekały się realizacji).

## Toponimia
Nazwę wierzchołka wywodzi się od nieformalnego rumuńskiego słowa copilaș oznaczającego tyle, co „odrębny szczyt nie pasujący do grzbietu”.